# Шпилька Олександр Миколайович
Олекса́ндр Микола́йович Шпи́лька — майор Збройних сил України.
Станом на травень 2012 року — льотчик 2-го класу, командир екіпажу Мі-8.

## Нагороди
14 листопада 2014 року за особисту мужність і героїзм, виявлені у захисті державного суверенітету та територіальної цілісності України, вірність військовій присязі під час російсько-української війни, відзначений — нагороджений орденом Богдана Хмельницького ІІІ ступеня.